# 威廉·阿康布雷
威廉·亞坎布萊（法語：William Accambray；1988年4月8日—）是一位法國手球運動員，效力於蒙彼利埃手球隊。他也是法國國家手球隊的一員，代表法國參加了2012年奧運會並獲得金牌。